# Altpreußisches Infanterieregiment No. 3 (1806)
Das Infanterieregiment mit der späteren Nummer No. 3 war eines der ältesten und angesehensten brandenburgisch-preußischen Regimenter. Es wurde 1665 als Fargel zu Fuß in Süddeutschland aufgestellt. Es war eng mit der Geschichte des Fürstenhauses Anhalt-Dessau verbunden, das den brandenburgischen Kurfürsten und preußischen Königen diente. Meist hatte es seinen Standort in Halle (Saale) und bezog seine Rekruten aus dem Herzogtum Magdeburg.

## Allgemeine Geschichte
Am 16. Dezember 1665 hob Oberst Johann von Fargel im Zuge des Englisch-Niederländischen Krieges (1665–1667) in den Reichsstädten Regensburg, Nürnberg und Frankfurt (Main) ein Regiment aus. 1679 wurde Johann Georg von Anhalt-Dessau Regimentschef. Bis 1758 wurde das Regiment „Anhalt“ genannt, da weitere Angehörige des Hauses Anhalt Regimentschefs wurden. 1688 bis 1695 stand es in niederländischen Diensten. Außer 1699 bis 1718 bestand es wie die Garde aus drei Bataillonen mit je einer Grenadierkompanie.

## Beurteilung
Unter Fürst Leopold von Anhalt-Dessau wurde das Regiment zu einer der wichtigsten Ausbildungsstätten der brandenburgisch-preußischen Armee. Bis 1740 galt es nach dem Königsregiment als das beste Preußens. Vor allem aber während des Siebenjährigen Krieges erfüllte es die Erwartungen nicht.

## Verbleib und Nachfolge
Das Regiment wurde am 8. November 1806 als Regiment zu Fuß Renouard No. 3 in Magdeburg durch Kapitulation aufgelöst.

## Uniform, Ausrüstung
Im 18. Jahrhundert bestand die Regimentsuniform aus einer blauen Uniformjacke mit roten Ärmel- und
Rockaufschlägen und wenigen weißen Litzen. Die Mütze der Flügelgrenadiere war weiß, Silbermessingbeschlag mit weißem Püschel. Die Regimentsfahne war gelb.

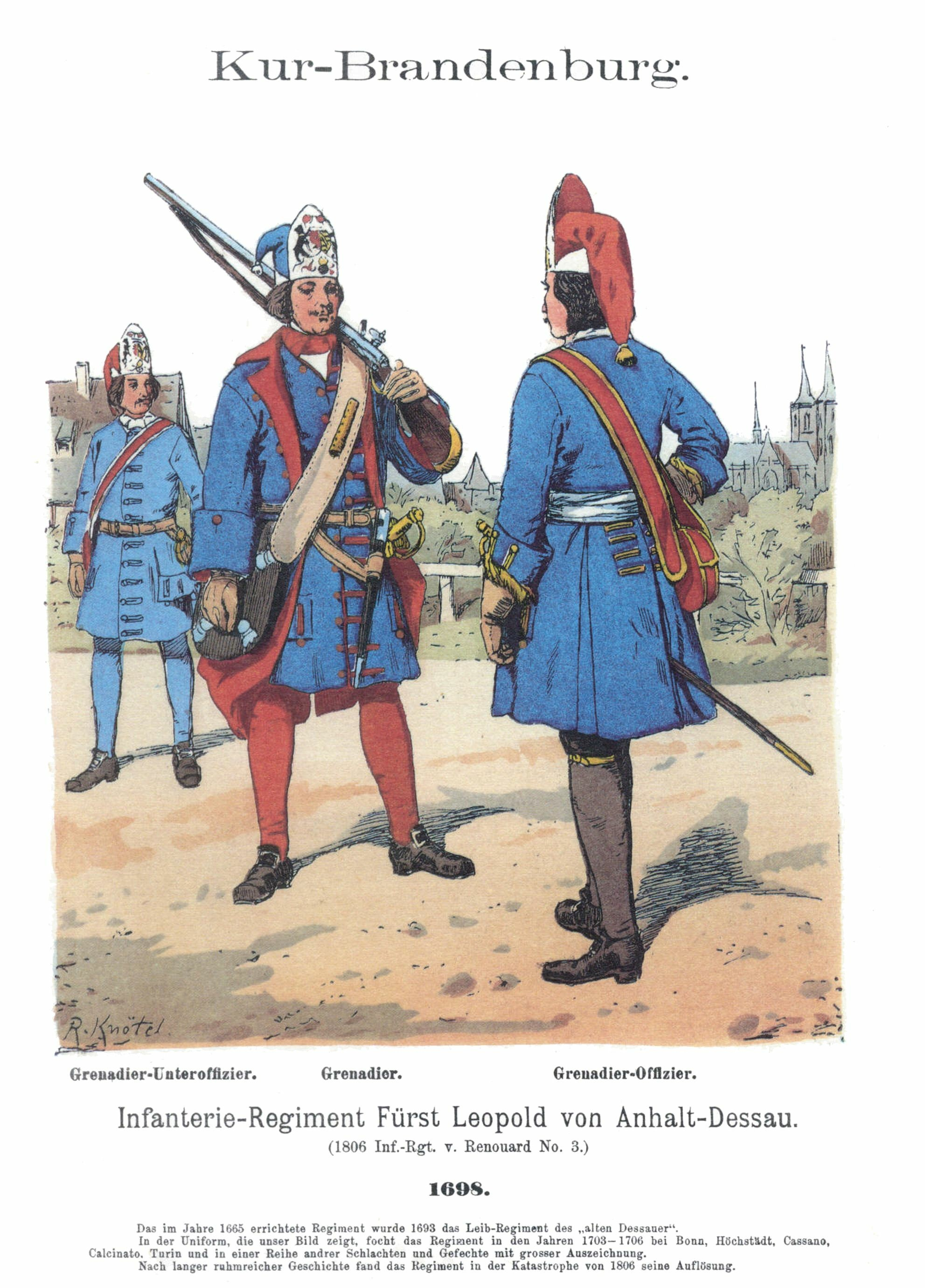
Das Regiment Anhalt-Dessau zu Fuß 1698 – Richard Knötel 1890
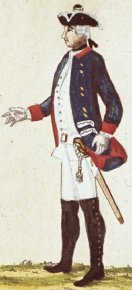
Uniform 1759, zeitgenössischer Stich nach von Schmalen, Nürnberg
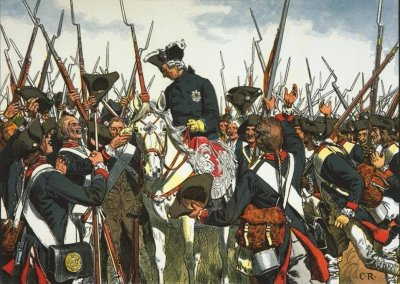
König Friedrich II. mit dem IR3 nach der Schlacht bei Liegnitz
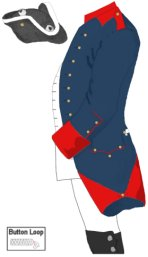
Uniformschema 1759, Kronoskaf
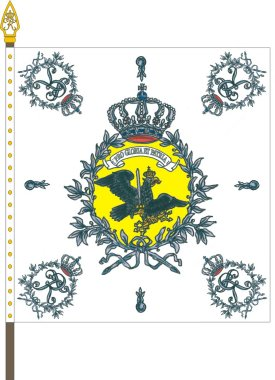
Leibfahne, Kronoskaf
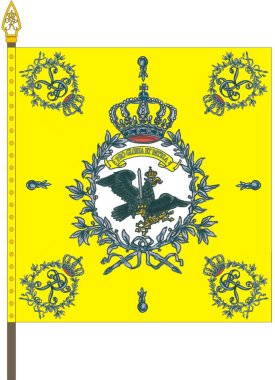
Regimentsfahne, Kronoskaf
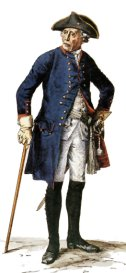
Offizier des Regiments, nach Adolph von Menzel